# سناء اغلمام
سناء اغلمام هي مغربية مثلت المغرب في الألعاب الأفريقية لعام 2019 وفازت بالميدالية الذهبية في حدث الكارتيه الفردي للسيدات. شاركت أيضًا في الألعاب الشاطئ الأفريقية 2019 التي عقدت في سال، الرأس الأخضر حيث فازت بالميدالية الذهبية في حدث الكاتا الفردي للسيدات.
كما فازت بالميدالية الذهبية في بطولة الكاتا الفردية للسيدات في بطولة الكاراتيه الأفريقية 2019. وفي بطولة الكاراتيه الأفريقية 2018 فازت بالميدالية الفضية في هذا الحدث. 